# Поляков (Ростовская область)
Поляко́в — хутор в Тацинском районе Ростовской области.
Входит в состав Верхнеобливского сельского поселения.
Население 47 человек.

## География
На хуторе имеются две улицы — Жданова и Калинина.

## Население
| 2010 |
| ---- |
| 49   |